# Olívia Krähenbühl
Olívia Krähenbühl (Piracicaba, 5 de janeiro de 1900 – São Paulo, 16 de junho de 1973) foi uma tradutora e escritora brasileira. O artigo a seguir é de Denise Bottmann, disponível no site Academia.edu.
Olívia foi a oitava dos dez filhos de Bertha Maria Müller e do suíço-alemão João [Johann] Krähenbühl (que chegara ao Brasil aos 3 anos de idade, com os pais imigrantes de Berna). Criada em sua cidade natal, em março de 1922 Olívia partiu como estudante para os Estados Unidos, onde se casou com Wesley Duque Lee (1897-?) em 5 de setembro do mesmo ano. Depois de alguns anos, retornou a seu país de origem. Foi uma renomada tradutora de clássicos da literatura mundial.
De volta ao Brasil, Olívia se estabeleceu em São Paulo, onde montou uma loja de modas e confecções que esteve em funcionamento pelo menos entre 1928 e 1931. Em 1933, é de se supor que ainda residisse em São Paulo, em vista da inclusão de seu nome na nota de agradecimento da recente Biblioteca Pública Municipal a diversas pessoas por doações de livros à instituição.
Por outro lado, notícias na imprensa mostram que em 1937 ela já havia se mudado para o Rio de Janeiro, onde, na década de 1940, colaborou durante alguns anos com o Instituto Central do Povo, instituição pertencente à Igreja Metodista, e com a revista metodista Voz Missionária. Lá parece ter ficado até o final dos anos 1950 ou início dos anos 1960, então retornando para a capital paulista, onde firmaria residência até o final da vida. Vitimada por um acidente vascular cerebral, faleceu em São Paulo em 16 de junho de 1973.

## Carreira

### Publicações iniciais variadas
Há registros de publicações esporádicas de Olívia Krähenbühl em revistas e jornais a partir de 1941: poemas, artigos, breves traduções. Passa a se dedicar mais sistematicamente à atividade como tradutora a partir de 1956, quando morava no Rio de Janeiro, fazendo traduções para a José Olympio. Depois, mudando-se para São Paulo, passa a traduzir para as editoras Cultrix e Pioneira, e prossegue no ofício até a época de seu falecimento.
Lista em ordem cronológica de suas publicações em periódicos, sejam elas de textos próprios ou traduzidos:
- “Amor”, de Guy de Maupassant (trad.), conto na Revista do Brasil, seção “O Conto Estrangeiro”, ano IV, 3ª. fase, n. 39, 1941.[9]
- A [O] caminho da perdição”, resenha com Aurélio Buarque de Holanda em O Jornal, 22 de outubro de 1943.
- “‘Cântico de gratidão’, cântico dedicado à Miss Epps”, em Voz Missionária – Revista Trimestral para as Sociedades Metodistas de Senhoras, ano XIV, no. 4, 1943
- “O caminho da perdição e o entremês do apaziguamento”, resenha em O Jornal, 4 de janeiro de 1944.
- “Heróis sem alma”, artigo no Correio da Manhã, 2ª. seção, 19 de março de 1944.
- “‘A estrada da vida’: Poesia à Miss Cobb”, em Voz Missionária – Revista Trimestral para as Sociedades Metodistas de Senhoras, ano XV, no. 3, 1944
- “Duplo aspecto da tradução”, artigo no Correio da Manhã, 2ª. seção, 3 de setembro de 1944.
- “O pai do homem”, artigo no Correio da Manhã, 2ª. seção, 22 de outubro de 1944.
- “Literatura infantil”, artigo na revista Leitura – Crítica e Informação Bibliográfica, n. 24, novembro de 1944
- “Vivandeiras da carne humana”, artigo no Correio da Manhã, 2ª. seção, 3 de dezembro de 1944.
- “'Vidas comuns': Poesia para Juanita Campos”, em Voz Missionária – Revista Trimestral para as Sociedades Metodistas de Senhoras, ano XVI, n. 1, 1945
- “Contraponto social”, artigo em Walkyrias, ano XI, n. 134, novembro de 1945.
- “Amendoeira em flor”, de Stephen Spender (trad.), poema em Correio da Manhã, 1º. caderno, 29 de novembro de 1952.[10]
- “Um rosto”, de Emily Dickinson (trad.), poema em Letras e Artes – Suplemento de A Manhã, 4 de janeiro de 1953.
- “Despedida sem lamentação”, de John Donne (trad.), poema em A Nação, 4 de abril de 1954.
- Poemas de Dylan Thomas (trad.), em Revista Brasileira de Poesia, no. 7, 1956. São eles: “Especialmente quando o vento de outubro”, “A mão que assinou o nome no tratado”, “Vinte e quatro anos”, “O pão que parto” e “Porque o pássaro do prazer assobia...”, seguidos por uma apresentação de Olívia sobre a vida e a obra do autor.
- “‘Uma fábula’ de William Faulkner”, resenha em Para Todos – quinzenário da cultura brasileira, seção Livro Traduzido, ano I, no. 10, 1ª. quinzena de outubro de 1956.
- “A linguagem como tema”, artigo sobre Guimarães Rosa em Diálogo – Revista de Cultura, no. 8, nov. 1957[11]

### Livros traduzidos
Quanto à tradução de livros, a revista A Cigarra informa em 1944 que a Livraria do Globo havia adquirido os direitos de tradução do romance Simone, de Lion Feutchwanger, e confiara a empreitada a Olívia de [sic] Krähenbühl. Contudo, Simone sai em 1945, mas em tradução de Paulo Moreira Silva. 
Na verdade, a estreia de Olívia se dá com O caminho da perdição, de Upton Sinclair, num trabalho a quatro mãos com Aurélio Buarque de Holanda publicado em 1945. Aqui cabe notar que várias fontes secundárias – muito provavelmente baseadas numa menção de Paulo Rónai  – dão o ano de 1943 como data de lançamento dessa edição brasileira. Trata-se de um engano, porém. 1943 é o ano em que Wide is the Gate saiu nos Estados Unidos, sendo que O caminho da perdição foi lançado no Brasil pela Edições O Cruzeiro em 1945.
Note-se que, estando Olívia e Aurélio a cargo da tradução de Wide is the Gate, já em outubro de 1943 ambos escrevem uma resenha conjunta, citada mais acima, que se inicia explicando a opção pelo título em português, e em janeiro de 1944 Olívia escreve um artigo sobre a mesma obra, também citado mais acima. Em janeiro do ano seguinte temos o lançamento brasileiro, com algumas notas e anúncios na imprensa. Depois dessa experiência inicial, em que Olívia pôde contar com o amparo de Aurélio Buarque, passar-se-ão onze anos até que surja outra obra traduzida por ela. 
Ainda nos anos 40, houve outra breve experiência sua no setor editorial: em 1946, a José Olympio publica Cranford, de Elizabeth Gaskell, em tradução de Rachel de Queiroz, em sua coleção Fogos Cruzados, vol. 53. A edição é acompanhada por notas e notícia biográfica elaboradas por Olívia. 
Quanto à tradução editorial, somente em 1956 Olívia volta à cena, num trabalho de grande fôlego, um verdadeiro marco: a primeira coletânea de poemas de Emily Dickinson a surgir no Brasil, com seleção, apresentação, nota biográfica e tradução de sua lavra. O volume saiu pela Editora Saraiva, na coleção Cântico dos Cânticos – As Obras-Primas da Poesia Universal, vol. 4. O livro, contendo 41 poemas, trazia o título Poesias escolhidas de Emily Dickinson, com ilustrações de Darcy Penteado. A despeito da relevância desse lançamento, a cobertura na imprensa da época foi inexpressiva: apenas quatro breves notas ao longo dos meses subsequentes. Embora em anos posteriores alguns poemas avulsos dessa coletânea tenham sido reproduzidos na imprensa, decorreram cerca de duas décadas até que lhe fosse dado o devido reconhecimento e Olívia Krähenbühl se consagrasse como a real introdutora de Emily Dickinson no Brasil.  
Ainda em 1956, sai sua tradução Uma fábula, de William Faulkner, pela Editora Mérito. Publicada nos EUA em 1954, A Fable valeu a Faulkner dois importantes prêmios em 1955: o Pulitzer Prize e o National Book Award. Tal como ocorreu com a seleta de Dickinson, o lançamento da edição brasileira de A Fable teve pouquíssima repercussão na imprensa da época: apenas a resenha feita pela própria Olívia, e em 1957 um trecho da obra publicado no Suplemento Dominical do Jornal do Brasil.  Em 1983, essa tradução de Olívia passa a ser editada pela Nova Fronteira, onde se mantém até a data de hoje.
No ano seguinte, uma curiosidade, e aqui temos de recuar alguns anos: em 1950, quando a José Olympio lançou Moby Dick, de Herman Melville, em tradução de Berenice Xavier, foram omitidas as epígrafes sobre as baleias. Na segunda edição da obra, em 1957, a editora as reintroduziu, em tradução feita por Olívia.   
Em 1958, também pela José Olympio, sai sua tradução de O Etrusco, de Mika Waltari, reeditada pela José Olympio em 1967 na coleção Sagarana, vol. 62.

#### Livros traduzidos em 1960:
- Noites brancas e outras histórias, vol. VIII das Obras Completas (Ficção) e Ilustradas de F.M. Dostoiévski, pela José Olympio. Entre as oito histórias que compõem o volume, Olívia traduziu “Noites brancas”, “O heroizinho”, “A aldeia de Stepantchikovo e seus moradores”, “Polzunkóv” e “Um coração fraco”. As demais ficaram a cargo de Vivaldo Coaracy.
- O ladrão honrado (várias histórias), vol. IX das Obras Completas (Ficção) e Ilustradas de F.M. Dostoiévski, pela José Olympio. Das seis histórias que compõem o volume, Olívia traduziu “O ladrão honrado”, “O sonho do titio” e “A mulher alheia e o homem debaixo da cama” (as demais foram traduzidas por V. Coaracy e Wanda Murgel de Castro).
- “O semeador”, poema de Matthias Claudius, e “Decadência”, poema de Georg Trakl, ambos em Poesia Alemã – traduzida no Brasil, org. Geir Campos, edição bilíngue, MEC, Serviço de Documentação, Coleção Letras e Artes, vol. 9, 1960. Reed. em 1966 pela Tecnoprint (futura Ediouro) como Poesia da Alemanha – Antologia de poetas da língua alemã; e pela Ediouro, em sucessivas reedições até o presente, como O livro de ouro da poesia alemã[13].
- A coroa e a cruz – A vida de Jesus Cristo, de Frank Slaughter, pela Cultrix em sua coleção Romances Históricos.

Se até então nota-se um acentuado veio cristão em vários trabalhos de Olívia, desde seus poemas e breves publicações em periódicos a partir de 1941 até Claudius e Slaughter em 1960, de 1961 em diante a coisa muda de figura. Ainda mantendo em certa medida sua dedicação ao papel formador da literatura na infância, o espectro temático se amplia consideravelmente, varia muito a qualidade das obras e aumenta bastante a quantidade de livros que passa a traduzir. Segue abaixo a listagem de suas traduções, ordenadas por ano de publicação.

#### Livros traduzidos em 1961:
- Em primeiro lugar, merece registro uma “Nota referente aos pagamentos efetuados a Olívia Krähenbühl pela tradução do livro Jane Eyre, pela Livraria José Olympio Editor, de 1961, que se encontra nos acervos da Biblioteca Nacional, Seção de Manuscritos –81,03,04 nº. 032. O documento indica que Olívia chegou a fazer a tradução – mas, por razões ignoradas, nunca veio a ser publicada.
- Histórias que ninguém esquece – adaptadas para leitura educativa, tradução e adaptação de Treasure Book of Fairy Tales, retold by Ann McGovern (1959), pela BestSeller.
- Capitão Rebelde, de Frank Yerby, pela José Olympio.
- Maravilhas do conto infantil, trazendo contos de Andersen, Grimm, Perrault, Mme D’Aulnoy, Condessa de Ségur, Esopo, Fedro, La Fontaine e três lendas brasileiras, pela Cultrix, na coleção Maravilhas do Conto Universal, Reed, em 1967 como O Livro de Bolso dos Contos Infantis pela Cultrix e pelas Edições de Ouro.
- Psicose, de Robert Bloch, romance de 1959 que inspirou o filme homônimo de Hitchcock (1960), pela BestSeller.
- O Homem-S – Uma gramática do sucesso, de Mark Caine, pela Pioneira.

#### Livros traduzidos em 1962:
- Sublime obsessão, de Lloyd Douglas, pela Edart, em sua coleção Shangrilá, vol. 6. Nos exemplares consta 3ª. edição, mas, como a José Olympio lançara a mesma obra em 1941 e, depois, em 1955 na tradução de Ligia Junqueira Smith, creio que é a isso que se refere a ambígua menção da Edart
- Madeleine, de Catherine Irvine Gavin, pela Cultrix, em sua coleção Romances Históricos.

#### Livros traduzidos em 1963:
- Em Novelas Orientais, com seleção de Jamil al-Mansur Haddad, Olívia traduziu a seção de Narrativa Árabe, com “História da princesa de Dryabar” (das Mil e Uma Noites), e revisou a tradução de Antônio Nojiri para a seção de Narrativa Japonesa, “A história do cortador de bambus”, na coleção O Mundo da Novela, vol. 4, da Cultrix.
- Em Novelas Inglesas, com seleção de Jorge de Sena, Olívia traduziu “A volta do parafuso”, de Henry James, na coleção O Mundo da Novela, vol. 8, da Cultrix, Reed, Ediouro.
- Contos de Andersen, de Hans Christian Andersen, com seleção de José Paulo Paes, pela Cultrix, reed. em 1964 como vol. 1 de sua coleção Clássicos da Infância, Reed, Círculo do Livro como O patinho feio e outros contos de Andersen, 1994.
- A linguagem no pensamento e na ação, de Samuel Hayakawa, pela Pioneira, em sua Biblioteca Pioneira de Arte e Comunicação.
- A árvore de Judas, de A.J. Cronin, pela José Olympio, coleção Sagarana, vol. 7.
- Aprenda sozinho filosofia, de C.E.M. Joad, pela Pioneira.

#### Livros traduzidos em 1964:
- A torre inclinada e outras histórias, de Katherine Anne Porter, contendo, além de “A torre inclinada”, mais oito histórias: “A fonte”, “A testemunha”, “O circo”, “A velha ordem”, “A última folha”, “A sepultura”, “A descida para a sabedoria” e “Um dia de trabalho”, pela Cultrix, na coleção Grandes Contistas.
- Histórias de Nathaniel Hawthorne, seleção e tradução de Olívia, contendo onze contos: “O paladino grisalho”, “O véu negro do ministro”, “Os retratos proféticos”, “O experimento do dr. Heidegger”, “O sinal de nascença”, “A estrada de ferro celestial”, “Cabeça-de-Pena: Uma Lenda Moral”, “O egoísmo ou a serpente no peito”, “Drowne e sua imagem de madeira”, “O grande rosto de pedra” e “Ethan Brand”, pela Cultrix, na coleção Grandes Contistas, Reed, Cultrix com os títulos Contos de Nathaniel Hawthorne e Os melhores contos de Nathaniel Hawthorne, Reed, Ediouro com o título O experimento do dr. Heidegger.
- Histórias de Jack London, seleção, prefácio e tradução de Olívia, contendo dez contos: “O silêncio branco”, “Cara no chão”, “A liga dos velhos”, “A Casa de Mapuhi”, “A História de Keesh”, “A inteligência de Poportuk”, “O mexicano”, “A pérola de Parlay”, “Para o homem na trilha” e “O Pagão”, pela Cultrix, na coleção Grandes Contistas. Reed. Cultrix como Contos de Jack London e Os melhores contos de Jack London, Reed, Ediouro como Os mais brilhantes contos de Jack London, Reed, Círculo do Livro, 1988, como Os melhores contos de Jack London.
- Vença o medo e a depressão, de Allan Worley, pela Cultrix.

#### Livros traduzidos em 1965:
- Contos de Perrault, com prefácio de José Paulo Paes, contendo: “Chapeuzinho Vermelho”, “O Barba Azul”, “A paciência de Griselda”, “Riquet de Topete”, “Os desejos ridículos”, “As fadas”, “O Pequeno Polegar”, “A bela adormecida no bosque”, “Borralheira ou O sapatinho de vidro”, “O Gato de Botas”, “Pele de Burro”, “Graciosa e Percinet” (de Mme. D’Aulnoy), pela Cultrix, coleção Clássicos da Infância. Reed. Círculo do Livro, 1993, como Chapeuzinho Vermelho e outros contos de Perrault.
- Histórias de Conrad Aiken, contendo quinze contos: “A última visita”, “Ei, táxi”, “Campo de flores”, “Impulso”, “A peixada”, “Geena”, “Amo-a carinhosamente”, “Seu obituário, bem escrito”, “As gravatas”, “A vida não é um conto”, “O momento”, “Penugem de cardo”, “Smith e Jones”, “Oh, como ria!” e “A mariposa alaranjada”, pela Cultrix, na coleção Grandes Contistas.
- Destinos obscuros, de Willa Cather, contendo nota biográfica sobre a autora, “O vizinho Rosicky”, “A velha mrs. Harris” e “Dois amigos”, pela Cultrix.
- A teoria da classe ociosa (Um estudo econômico das instituições), de Thorstein Veblen, pela Pioneira, Reed, Ática, Abril Cultural e Nova Cultural.
- O aventureiro Strode, de Hammond Innes, pela José Olympio, em sua coleção Cadeira-de-Balanço.

#### Livros traduzidos entre 1966 e 1970:
- A porta no muro, de Oliver La Farge, seleção e tradução de Olívia, contendo oito histórias, pela Cultrix, na coleção Grandes Contistas, 1966.
- Os judeus no Brasil colonial, de Arnold Wiznitzer, pela Pioneira e EdUSP, 1966.
- O delator, de Edgar Wallace, pela Cultrix, 1968, Reed, Ediouro, coleção Crime e Castigo.
- Contos de Herman Melville, com seleção, introdução e tradução de Olívia, contendo: “Bartleby”, “O homem do para-raios”, “O terraço” e “Benito Cereno”, pela Cultrix, 1969, Reed, Cultrix como Os melhores contos de Herman Melville.
- Relações públicas, de Bertrand Canfield, 2 vols., pela Pioneira, 1970.

#### Livros traduzidos em 1971:
- O planeta de Neanderthal, de Brian W. Aldiss, pela Cultrix.
- As religiões africanas no Brasil: contribuição a uma sociologia das interpenetrações de civilizações, de Roger Bastide, cotradução com Maria Eloisa Capellato, pela Pioneira, na Biblioteca Pioneira de Ciências Sociais, 2 vols.
- A pista da chave de prata, de Edgar Wallace, pela Cultrix, Reed, Ediouro, 1984.

#### Livros traduzidos em 1972:
- Os pioneiros americanos no Brasil: educadores, sacerdotes, covos e reis, de Frank P. Goldman, pela Pioneira.
- Outros tempos, outros mundos, de Robert Silverberg, contendo dez contos: “O homem que jamais esquecia”, “Ismael apaixonado”, “Viagem de ida sem volta”, “Nascer do sol em Mercúrio”, “Os exógamos”, “Estrada para o anoitecer”, “Um descer suave”, “A contraparte”, “Moscas”, “Os dentes das árvores”, na coleção Ficção Científica da Cultrix, Reed, Círculo do Livro.

#### Livros traduzidos em 1973:
- O mistério dos narcisos, de Edgar Wallace, pela Cultrix, Reed, Ediouro, 1983.
- Aprenda sozinho ioga, de James Hewitt, pela Pioneira.
- Aprenda sozinho budismo zen, de Christmas Humphreys, pela Pioneira.
- Aprenda sozinho a pensar, de R.W. Jepson, pela Pioneira.

#### Traduções publicadas após seu falecimento:
- A Europa de 1815 aos nossos dias, de J.B. Duroselle, em 2 tomos, na coleção Nova Clio – A História e seus problemas, vol. 38, pela Pioneira, em 1976.

Encontram-se no acervo do poeta e diplomata córnico Ronald Bottrall, depositado no Harry Ransom Center, da Universidade do Texas, cinco páginas datilografadas de uma tradução feita por Olívia do poema “Adam Unparadised”, de Bottrall, com o título de “Desparaisamento de Adão”. Bottrall morou por alguns anos (1954-56) no Rio de Janeiro, como representante do British Council no Brasil. Embora mantendo-se muito discreto, a ponto de despertar alguns protestos de Paulo Mendes Campos num artigo da revista Manchete, esteve em contato com vários intelectuais e poetas como Manuel Bandeira.

## Um breve alerta
Aqui cabe mencionar uma ocorrência francamente esdrúxula envolvendo o nome de Olívia Krähenbühl. Numa entrevista ao pesquisador Gustavo Sorá em 25 de fevereiro de 1997, Rachel de Queiroz teria comentado seu processo de tradução de algumas obras de Dostoiévski para a José Olympio, nos anos 40, junto com um colega de nome não citado. Transcrição de um trecho:
“(...) Então eu e ele pensamos, pensamos e compramos a tradução francesa da Pléiade, a inglesa da Challenge, a espanhola da Lidador e uma italiana. Esses quatro originais e uma em alemão, porque o outro sabia alemão. Então, nós líamos cada período numa daquelas línguas, eu lia em quatro línguas, e tirávamos a média. (...) E o José [Olympio] providenciava: ‘Cadê os livros?! Vocês não entregam?’ ‘José, a gente está traduzindo assim... Nós queremos um russo, uma russa, que depois confira nossa tradução com a original’. Ele aí arranjou uma russa que se chamava dona Olívia Krähenbühl e traduzia livros russos para outras editoras, não sei para quais. Então a dona Olívia, depois que nós tínhamos feito a tradução, conferia com o russo.”
A menção a Olívia é totalmente improcedente. O equívoco se deve, sem dúvida, a um lapso de memória de Rachel de Queiroz, até bastante compreensível em vista do tempo decorrido entre o fato e sua rememoração cinquenta anos depois. Na verdade, em 1960 a própria Rachel havia declarado em seu artigo chamado “Dostoiewski em brasileiro”, publicado na revista O Cruzeiro, que a “russa” incumbida do cotejo fora Marina Stepanenko. Eis o trecho pertinente:
Escolheram-se textos em francês, inglês, espanhol, castelhano [sic; provavelmente ela pretendia dizer “italiano”] das mais autorizadas edições, para que deles se utilizassem os tradutores brasileiros, infelizmente ignorantes da língua russa. E obteve-se a colaboração de uma competente intelectual russa, Sra, Marina Stepanenka[o], para cotejar nossas versões com o texto da edição oficial russa, verificando-lhe a fidelidade, e ao mesmo tempo uniformizando a grafia dos nomes próprios (...).
Considero esse alerta cabível, visto que o trecho da entrevista que Gustavo Sorá publicou em seu livro poderia eventualmente vir a ser tomado por leitores e pesquisadores como um dado confiável e comprovado, o que, infelizmente, não é o caso.
As fontes consultadas para o presente artigo foram basicamente primárias, junto à Hemeroteca Digital, à FBN e a outros arquivos documentais, bem como a acervos de diversas bibliotecas públicas e privadas. Os dados obtidos junto a fontes secundárias foram, sempre que possível, devidamente checados e corroborados.